# Стів Балмер
 Сті́вен Е́нтоні Ба́лмер  (англ. Steven Anthony Ballmer; нар. 24 березня 1956 року, Детройт, США) — генеральний директор корпорації Microsoft з січня 2008 року до лютого 2014 року. На 2007 рік він, бувши найманим працівником, мав статки в 15 мільярдів доларів США, що робить його тридцять першою особистістю в списку найбагатших людей світу, і першим у списку найбагатших людей, які не є власниками бізнесу або їх родичами (за даними журналу «Forbes»). Балмер став першим мільярдером у світі, зобов'язаним своїм станом опціонам, отриманим від свого роботодавця, в якому він не був ні засновником, ні родичем засновника.

## Походження
Дід Балмера по материнській лінії Шлойме Дворкін і прадід жили і були поховані в Пінську (нині Білорусь). Крім того, в тому ж місті його дядькові належала пекарня. Шломе Дворкін працював в кравецькій майстерні, що знаходилася в передмісті Пінська — Молотковичах.

## Освіта
Закінчив Гарвардський Університет зі ступенем бакалавра математичних та економічних наук. Навчаючись у коледжі, працював над газетою «Гарвард Крімсон» (the Harvard Crimson newspaper), а також над університетським літературним журналом, очолював футбольну команду. Після закінчення коледжу працював протягом двох років у компанії Procter & Gamble заступником директора і відповідав за виробництво та реалізацію продукції. До приєднання до корпорації Microsoft, Балмер відвідував вищу школу бізнесу при Стенфордському Університеті.

## Кар'єра у Microsoft
Балмер влаштувався на службу в Майкрософт на початку 1980-х років , На запрошення Білла Гейтса, з яким він навчався в Гарвардському університеті, відразу ставши одним з головних менеджерів і близьким соратником засновника компанії Білла Гейтса. Він керував розробкою перших версій операційних систем (MS-DOS і Windows).
Протягом своєї роботи в Майкрософт, Балмер очолював різноманітні напрямки діяльності корпорації. Зокрема, підрозділи фінансово-адміністративний, розвитку операційних систем та продажу і технічної підтримки. У липні 1998 року Балмер став президентом корпорації Microsoft. Він відповідав за підняття рівня ділової дисципліни та продуктивності усіх чинних і нових процесів в корпорації, а також за подальший розвиток відносин з клієнтами та споживачами.
13 січня 2008 року Балмер став наступником Гейтса, замінивши його на посаді генерального директора. До його обов'язків входять стратегічний розвиток та управління компанією і, зокрема, втілення в життя місії компанії: «сприяти людині та суспільству у всьому світі повною мірою реалізовувати свій потенціал».
За роки своєї кар'єри в Майкрософт Балмер як мінімум двічі бував в Україні. Перший раз — 20 травня 2008 року. тоді він заявив: «У глобальному бізнесі Microsoft ринок Центрально-Східної Європи росте найбільш швидкими темпами, зокрема, Україна демонструє особливо бурхливий розвиток. Microsoft готовий сприяти подальшому переходу України до економіки знань, допомагаючи державі, бізнесу та суспільству послуговуватись потенціалом інформаційних технологій для стійкого економічного прогресу.»
Другий — 5 листопада 2010, коли зустрівся з Віктором Януковичем і українськими студентами, після чого написав у своєму Твіттері — Я люблю КПІ.

## Особисті якості
Балмер відомий своєю вимогливістю до співробітників компанії й енергійною рекламою продуктів «Майкрософт»,
а також своєю неприязню до iPhone — продукту компанії-конкурента «Apple».
Одружений зі співробітницею «Майкрософт» Конні Снайдер, мають трьох дітей.

## Виступи
- I love this company!
- Ballmer sells Windows 1.0